# Livry-sur-Seine
Pour les articles homonymes, voir Livry.
Livry-sur-Seine est une commune française située dans le département de Seine-et-Marne en région Île-de-France.

## Géographie

### Localisation
La commune est située sur le coteau est de la Seine, à environ 5 kilomètres au sud de Melun.

### Communes limitrophes
Les communes limitrophes sont : Chartrettes, La Rochette, Vaux-le-Pénil.
| La Rochette | Vaux-le-Pénil   | Vaux-le-Pénil              |
| La Rochette | Livry-sur-Seine | Vaux-le-Pénil, Chartrettes |
| La Rochette | Chartrettes     | Chartrettes                |

### Géologie et relief
La commune est classée en zone de sismicité 1, correspondant à une sismicité très faible. L'altitude varie de 37 mètres à 85 mètres pour le point le plus haut , le centre du bourg se situant à environ 75 mètres d'altitude (mairie).

### Hydrographie
Le système hydrographique de la commune se compose d'un cours d'eau référencé :
- la Seine, fleuve long de 774,76 km[3] ;

La longueur linéaire globale des cours d'eau sur la commune est de 0,95 km.

### Climat
Pour des articles plus généraux, voir Climat de l'Île-de-France et Climat de Seine-et-Marne.
En 2010, le climat de la commune est de type climat océanique dégradé des plaines du Centre et du Nord, selon une étude du CNRS s'appuyant sur une série de données couvrant la période 1971-2000. En 2020, Météo-France publie une typologie des climats de la France métropolitaine dans laquelle la commune est exposée à un climat océanique altéré et est dans une zone de transition entre les régions climatiques « Sud-ouest du bassin Parisien » et « Nord-est du bassin Parisien ».
Pour la période 1971-2000, la température annuelle moyenne est de 11,2 °C, avec une amplitude thermique annuelle de 15,6 °C. Le cumul annuel moyen de précipitations est de 708 mm, avec 11,2 jours de précipitations en janvier et 7,8 jours en juillet. Pour la période 1991-2020, la température moyenne annuelle observée sur la station météorologique la plus proche, située sur la commune de Montereau-sur-le-Jard à 9 km à vol d'oiseau, est de 11,6 °C et le cumul annuel moyen de précipitations est de 657,9 mm,. Pour l'avenir, les paramètres climatiques de la commune estimés pour 2050 selon différents scénarios d'émission de gaz à effet de serre sont consultables sur un site dédié publié par Météo-France en novembre 2022.

### Milieux naturels et biodiversité

#### Espaces protégés
La protection réglementaire est le mode d’intervention le plus fort pour préserver des espaces naturels remarquables et leur biodiversité associée,.
Un  espace protégé est présent sur la commune : 
la zone de transition de la réserve de biosphère « Fontainebleau et Gâtinais », créée en 1998 et d'une superficie totale de 150 544 ha (95 595 ha pour la zone de transition). Cette réserve de biosphère, d'une grande biodiversité, comprend trois grands ensembles : une grande moitié ouest à dominante agricole, l’emblématique forêt de Fontainebleau au centre, et le Val de Seine à l’est. La structure de coordination est l'Association de la Réserve de biosphère de Fontainebleau et du Gâtinais, qui comprend un conseil scientifique et un Conseil Education, unique parmi les Réserves de biosphère françaises,.

#### Zones naturelles d'intérêt écologique, faunistique et floristique
L’inventaire des zones naturelles d'intérêt écologique, faunistique et floristique (ZNIEFF) a pour objectif de réaliser une couverture des zones les plus intéressantes sur le plan écologique, essentiellement dans la perspective d’améliorer la connaissance du patrimoine naturel national et de fournir aux différents décideurs un outil d’aide à la prise en compte de l’environnement dans l’aménagement du territoire.
Le territoire communal de Livry-sur-Seine comprend deux ZNIEFF de type 1,,, 
le « Buisson de Massoury » (559,54 ha), couvrant 5 communes du département ;
et le « Parc de Livry » (165,9 ha), couvrant 2 communes du département
et deux ZNIEFF de type 2, : 
- le « Buisson de Massoury » (1 261,51 ha), couvrant 5 communes du département[18] ;
- la « vallée de la Seine entre Melun et Champagne-sur-Seine » (1 062,65 ha), couvrant 15 communes du département[19].

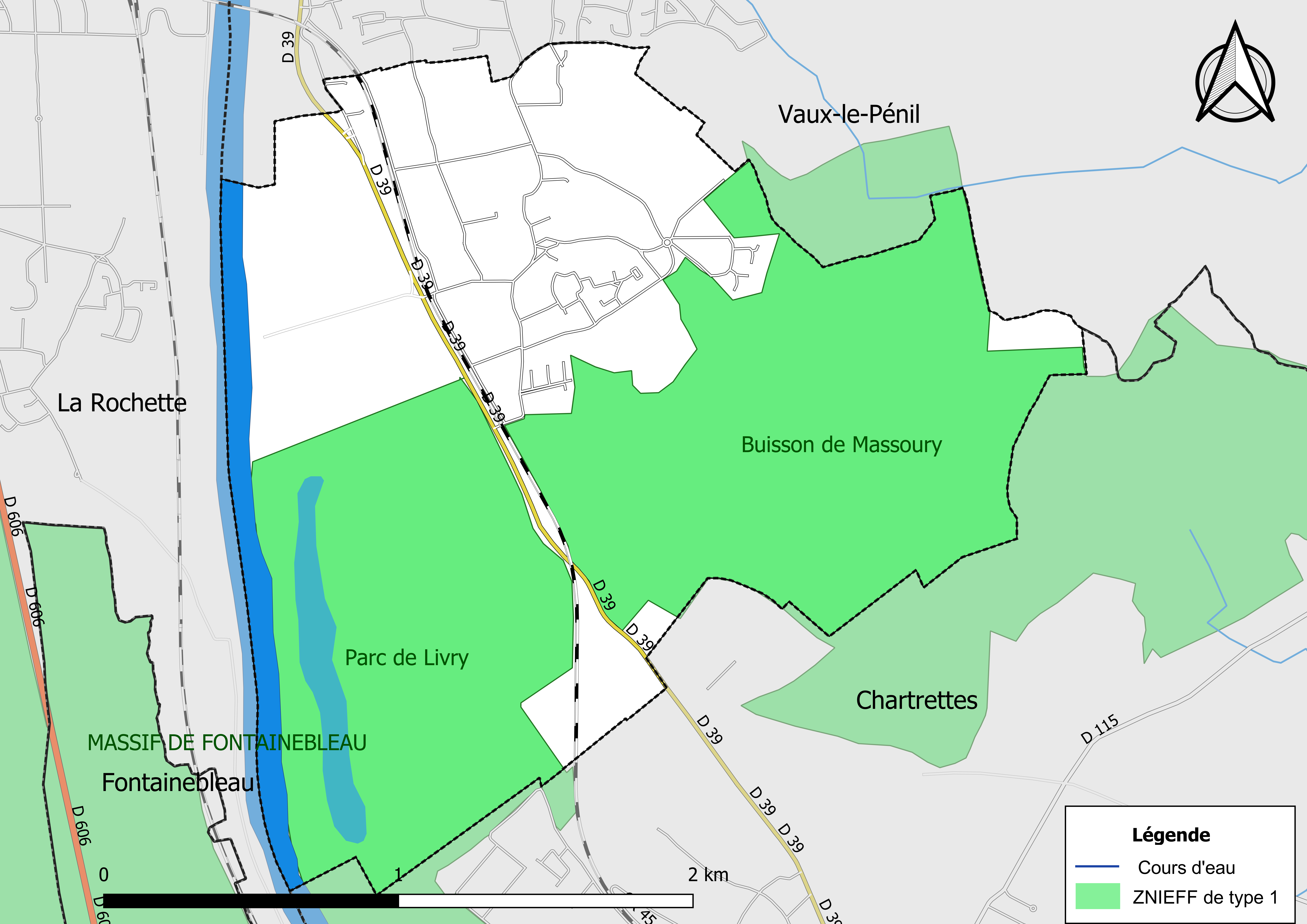
Carte des ZNIEFF de type 1 de la commune.
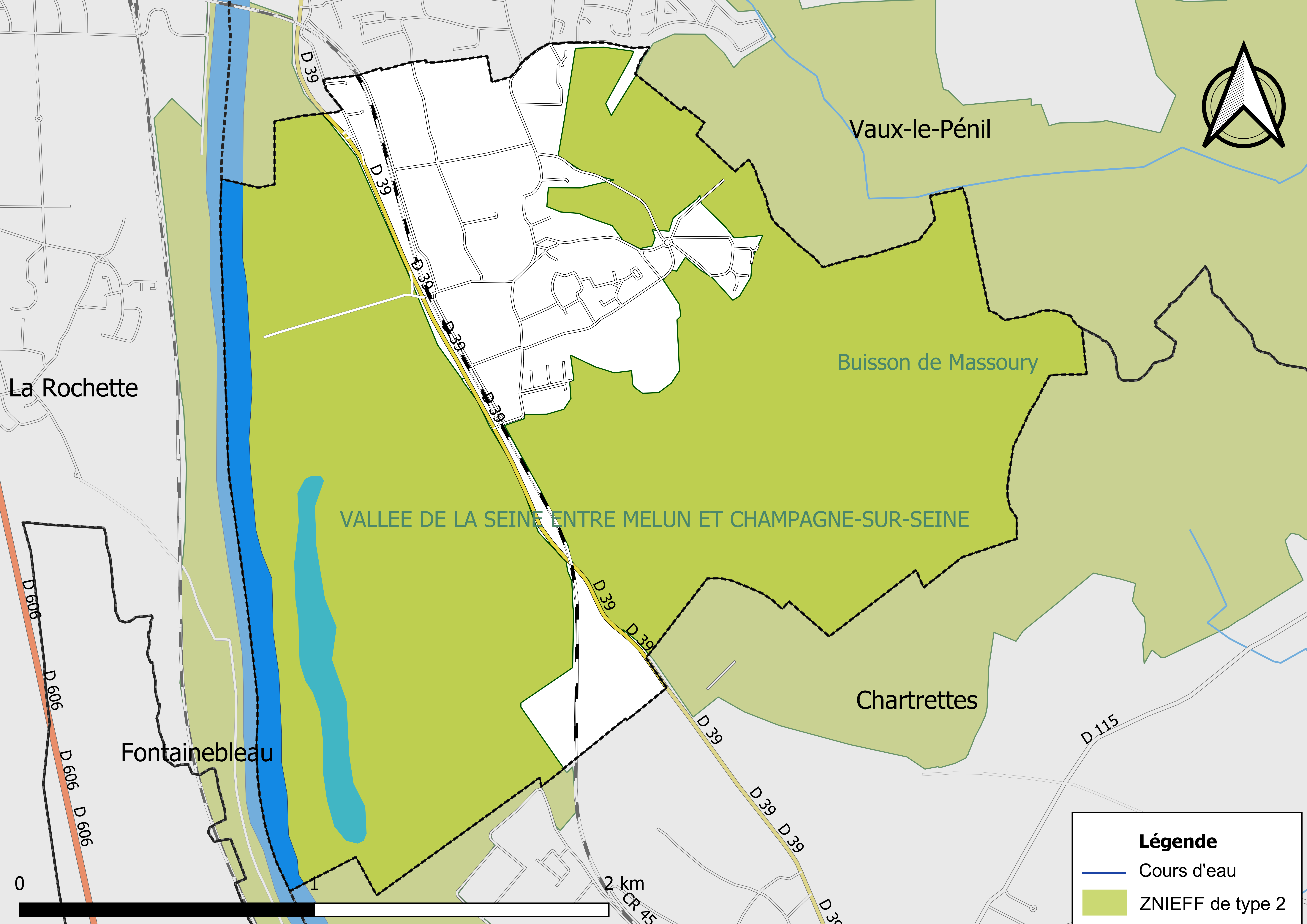
Carte des ZNIEFF de type 2 de la commune.

### Voies de communication et transports

#### Voies de communication
Le territoire de la commune est traversé par le sentier de grande randonnée GR 1, qui se prolonge vers Vaux-le-Pénil au nord et vers Chartrettes au sud.

#### Transports
La commune est desservie par les lignes du réseau de bus Grand Melun :
- No Cd (Melun – Vaux-le-Pénil) ;
- No M (Melun – Vaux-le-Pénil) ;
- No S6 (Vaux-le-Pénil - Voisenon).

La commune est desservie également par une gare de la ligne Melun - Héricy - Montereau.

## Urbanisme

### Typologie
Au 1er janvier 2024, Livry-sur-Seine est catégorisée ceinture urbaine, selon la nouvelle grille communale de densité à sept niveaux définie par l'Insee en 2022.
Elle appartient à l'unité urbaine de Paris, une agglomération inter-départementale regroupant 407  communes, dont elle est une commune de la banlieue,,. Par ailleurs la commune fait partie de l'aire d'attraction de Paris, dont elle est une commune de la couronne,. Cette aire regroupe 1 929 communes,.

### Lieux-dits et écarts
La commune compte 50 lieux-dits administratifs répertoriés consultables ici (source : le fichier Fantoir).

### Occupation des sols
En 2018, le territoire de la commune se répartit en 67,6 % de forêts, 19,1 % de zones urbanisées, 9,1 % de terres arables et 4,1 % d’eaux continentales,,. On y trouve de grands espaces boisés privés et communaux ainsi qu'un espace naturel sensible en bords de Seine. Le sous-sol est argileux.

### Logement
En 2016, le nombre total de logements dans la commune était de 
1 030 dont 70,8 % de maisons et 10,8 % d’appartements.
Parmi ces logements, 86 % étaient des résidences principales, 3,2 % des résidences secondaires et 10,8 % des logements vacants.
La part des ménages fiscaux propriétaires de leur résidence principale s’élevait à 82,8 % contre 15,2 % de locataires,, dont 1,9 % de logements HLM loués vides (logements sociaux) et, 1,9 % logés gratuitement.

## Toponymie
Le nom de la localité est mentionné sous les formes Livriacum in Bria en 1220 ; Levri vers 1350 (Pouillé) ; Lyvry vers 1380 ; Livry sur Seine en 1706 ; Livry-sur-Seine (Décret du 19 août 1924).

## Politique et administration

### Liste des maires
| Période                                  | Période                   | Identité                      | Étiquette  | Qualité |
| ---------------------------------------- | ------------------------- | ----------------------------- | ---------- | --- |
| 1792                                     |                           | Nicolas Ratier                |            | Vigneron |
| Les données manquantes sont à compléter. |                           |                               |            | |
| 1840                                     | 1847                      | Antoine Davoit                |            | |
| 1849                                     | 1853                      | Ernest Chenest                |            | |
| 1854                                     |                           | Jules Blerzy                  |            | |
|                                          |                           | Pierre Claude Bienvenu        |            | |
| mars 1903                                |                           | Albert Henry                  |            | |
| décembre 1919                            |                           | Arthur Germain                |            | |
| janvier 1934                             |                           | Fernand Javal                 |            | Parfumeur |
| 1941                                     |                           | Édouard Vivot                 |            | |
| 1945                                     |                           | Édouard Vivot                 |            | |
| Les données manquantes sont à compléter. |                           |                               |            | |
| mars 1959                                | mars 1971                 | Edmond Marchand (1902-1992)   |            | Exploitant agricole retraité                                                                                  |
| mars 1971                                | mars 1977                 | Paul Senet (1910-1998)        |            | Inspecteur principal de police judiciaire retraité                                                            |
| mars 1977                                | mars 1983                 | Michel Blanchouin (1944-2024) | Socialiste | Enseignant |
| mars 1983                                | mars 1989                 | Claude Forthomme (1946-2024)  |            | Ingénieur des travaux publics de l'État                                                                       |
| mars 1989                                | mars 2001                 | Michel Blanchouin (1944-2024) | Socialiste | Enseignant, maire honoraire                                                                                   |
| mars 2001                                | février 2007              | Daniel Hénaut (1939-2007)     | PS         | Retraité Vice-président de la CAMVS (? → 2007) Décédé en fonction                                             |
| avril 2007                               | juin 2016                 | Michel Le Maoult (1938-2024)  | DVG        | Ingénieur en retraite Adjoint au maire (1977 → 1983 et 1995 → 2007) Vice-président de la CAMVS Démissionnaire |
| juin 2016,                               | mai 2020                  | M. Dominique Gervais          | DVG        | Retraité de la Snecma Adjoint au maire (2008 → 2014) Vice-président de la CAMVS (2014 → 2020)                 |
| mai 2020                                 | En cours (au 25 mai 2020) | Régis Dagron                  | PCF        | Retraité |

## Population et société

### Démographie
L'évolution du nombre d'habitants est connue à travers les recensements de la population effectués dans la commune depuis 1793. Pour les communes de moins de 10 000 habitants, une enquête de recensement portant sur toute la population est réalisée tous les cinq ans, les populations de référence des années intermédiaires étant quant à elles estimées par interpolation ou extrapolation. Pour la commune, le premier recensement exhaustif entrant dans le cadre du nouveau dispositif a été réalisé en 2006.

En 2022, la commune comptait 2 224 habitants, en évolution de +9,72 % par rapport à 2016 (Seine-et-Marne : +3,92 %, France hors Mayotte : +2,11 %).
| 1793 | 1800 | 1806 | 1821 | 1831 | 1836 | 1841 | 1846 | 1851 |
| ---- | ---- | ---- | ---- | ---- | ---- | ---- | ---- | ---- |
| 245  | 278  | 310  | 321  | 255  | 283  | 269  | 288  | 316  |

| 1856 | 1861 | 1866 | 1872 | 1876 | 1881 | 1886 | 1891 | 1896 |
| ---- | ---- | ---- | ---- | ---- | ---- | ---- | ---- | ---- |
| 323  | 275  | 265  | 236  | 260  | 283  | 242  | 234  | 257  |

| 1901 | 1906 | 1911 | 1921 | 1926 | 1931 | 1936 | 1946 | 1954 |
| ---- | ---- | ---- | ---- | ---- | ---- | ---- | ---- | ---- |
| 225  | 225  | 215  | 216  | 265  | 325  | 361  | 401  | 520  |

| 1962 | 1968 | 1975  | 1982  | 1990  | 1999  | 2006  | 2011  | 2016  |
| ---- | ---- | ----- | ----- | ----- | ----- | ----- | ----- | ----- |
| 568  | 795  | 1 231 | 1 602 | 1 847 | 1 880 | 1 896 | 1 927 | 2 027 |

| 2021  | 2022  | - | - | - | - | - | - | - |
| ----- | ----- | - | - | - | - | - | - | - |
| 2 215 | 2 224 | - | - | - | - | - | - | - |

### Événements
- Brocante "bric-à-brac" le troisième dimanche de septembre.
- Repas des vendanges.
- Carnaval en mars.

## Économie

### Revenus de la population et fiscalité
En 2017, le nombre de ménages fiscaux de la commune était de 878 (dont 73 % imposés), représentant 2 051 personnes et la  médiane du revenu disponible par unité de consommation  de 26 440 euros.

### Emploi
En 2017 , le nombre total d’emplois dans la zone était de 171, occupant 868 actifs  résidants.
Le taux d'activité de la population (actifs ayant un emploi) âgée de 15 à 64 ans s'élevait à 69,6 % contre un taux de chômage de 5,9 %.
Les 24,5 % d’inactifs se répartissent de la façon suivante : 10,9 % d’étudiants et stagiaires non rémunérés, 8,8 % de retraités ou préretraités et 4,9 % pour les autres inactifs.

### Entreprises et commerces
En 2018, le nombre d'établissements actifs était de 82 dont 4 dans l’industrie manufacturière, industries extractives et autres, 20 dans la construction, 23 dans le commerce de gros et de détail, transports, hébergement et restauration, 4 dans l’information et communication, 3 dans les activités financières et d'assurance, 4 dans les activités immobilières, 11 dans les activités spécialisées, scientifiques et techniques et activités de services administratifs et de soutien, 8 dans l’administration publique, enseignement, santé humaine et action sociale et 5  étaient relatifs aux autres activités de services.
En 2019, 22 entreprises ont été créées sur le territoire de la commune, dont 19 individuelles.
- Livry-sur-Seine fait partie de la communauté d'agglomération Melun-Val de Seine (105 410 hab).
- Commerces de proximité, artisans et professions libérales y sont présents. Vie associative active.

## Culture locale et patrimoine

### Lieux et monuments
- Église XIIe/XIIIe et ses vitraux du XXIe (2006 à 2009).
- Presbytère.
- Calvaire XIIIe.
- Le Clos Notre-Dame, belle demeure familiale occupée par des sœurs dominicaines depuis les années 1950, et par la communauté du Chemin Neuf depuis 1997, les sœurs dominicaines y gardant leur maison de retraite.
- Château privé XVIIe remanié au XXe , couvent et maison de retraite de sœurs dominicaines. La gestion de la maison a été confiée vers 2018 au Centre d'Hébergement et de Réinsertion Sociale Pedro Meca.
- Four à chaux antérieur à 1776.
- Tranchées creusées en 1915/1916 pour protéger Paris (toujours visibles. Parcelles cadastrales numéros 125, 126, 223, 224 section C1, lieu-dit le Pressoir).
- Vigne associative (confrérie des Pierrottes).
- Parc de Livry-sur-Seine en bords de Seine, classé Espace naturel sensible en 2008.
- Espaces forestiers avec boucles de randonnée balisées.
- Sentes piétonnes sillonnant le village.

### Personnalités liées à la commune
- Pierre Chanut y mourut.
- Fernand Javal, ancien maire et bienfaiteur. Il fut président de la parfumerie Houbigant, fondée en 1775 par Jean-François Houbigant .